# DTSG Lemberg
Die Deutsche Turn- und Sportgemeinschaft Lemberg (kurz: DTSG Lemberg) war während des Zweiten Weltkriegs ein kurzlebiger Sportclub in der von den Deutschen besetzten Stadt Lemberg, der Hauptstadt des Distrikts Galizien.

## Geschichte
1923 gründete der Lehrer Rudolf Bolek, der führende Positionen in den Organisationen der Galiziendeutschen einnahm, einen Sportverein für die in der Stadt lebenden Deutschen. Allerdings akzeptierten die polnischen Behörden nicht den deutschen Namen des Vereins, das Präsidium entschied sich für das lateinische Wort Vis (Kraft) als Vereinsnamen, kombiniert mit der polnischen Bezeichnung für die Stadt: VIS Lwów. Der Verein trat dem Bezirksverband des Polnischen Fußballverbands PZPN bei, schied dort aber 1931 wegen zunehmenden Konflikte unter den einzelnen nationalen Gruppen in der Vielvölkerstadt wieder aus.
Im März 1942 wurde die DTSG Lemberg gegründet, der Vorstand gab an, man sehe sich als Erben Rudolf Boleks, der zwei Jahre zuvor gestorben war. In seinem ersten Jahr wurde die DTSG Meister des Distrikts Galizien und war somit neben den Ersten der anderen vier Distrikte (Warschau, Radom, Lublin, Krakau), für die Endrunde der Gauliga Generalgouvernement qualifiziert. In der im Ligasystem (Jeder gegen jeden) ausgetragenen Endrunde siegte und verlor die DTSG je einmal, zwei Partien endeten unentschieden. Diese Ergebnisse reichten lediglich zum  3. Platz unter den fünf teilnehmenden Mannschaften. Prominentester Spieler war der frühere polnische Nationalspieler Edmund Majowski, der nun als Volksdeutscher galt.
In der folgenden Saison 1943/44 konnte sich die DTSG Lemberg nicht mehr für die Endrunde der Gaumeisterschaft qualifiziere. Im Sommer 1944 wurde angesichts der auf Lemberg vorrückenden Roten Armee der Verein aufgelöst.

## Erfolge
- Distriktmeister Galizien: 1942

## Bekannte Spieler
- Edmund Majowski